# BT Monocerotis
BT Monocerotis ist eine Nova, die 1939 im Sternbild Einhorn (Monoceros) aufleuchtete. BT Monocerotis erreichte eine Helligkeit von 4,5 mag. Ihre Helligkeit nahm nach dem Ausbruch in 36 Tagen um 3 mag ab.
Der Namensteil „BT“ folgt den Regeln zur Benennung veränderlicher Sterne und besagt, dass BT Monocerotis der 97te veränderliche Stern ist, der im Sternbild Einhorn entdeckt wurde.

## Koordinaten
- Rektaszension: 06h 43m 47s.43
- Deklination: −02° 01' 16".8